# Лудошко језеро
Лудашко језеро друго је највеће језеро Северне Бачке у Србији.

## Географски положај
Лудошко језеро се налази на крајњем северу Војводине у Бачкој. Између 46°04′00″ и 46°06′50″ северне географске ширине и 19°48′50″ и 19°50′40″ источне географске дужине, на надморској висини од 98m. Има површину од 387ha и дужину од 4 km. Налази се у општини Суботица, 12 km источно од града у атарима села Хајдуково и Шупљак.
Дуж северозападне стране пролази међународни Аутопут Е-75 а на северној страни пут Суботица - Сегедин. Ови путеви су део источноевропског туристичког правца и представљају контакт између Србије и Црна Горе са Мађарском, што значи да Лудошко језеро има повољан географски положај. Положај Лудошког језера у односу на транзитне туристичке правце је веома повољан као и у односу на матична места туриста. У радијусу од 100 km налазе се погодна места за излетнички туризам: Суботица, Нови Сад, Кикинда, Сомбор, Зрењанин и други. На повољан туристичко–географски положај утиче и близина реке Тисе, језера Палић и Суботичке шуме.

## Постанак језера
Лудошко језеро настало је у еолском удубљењу источно од Палића и јужно од насеља Хајдуково. Језерско окно формирало се веома давно тако што га је издубио ветар а даље отицање воде зауставиле су пешчане дине.

## Рељеф
Лудошко језеро се пружа правцем север - југ у међудинарсој удолини и припада еолском типу језера. Геолошки састав околине Лудошког језера је сложен. Дубински састав стена је тек откривен захваљујући бушотинама за проналажење нафте. Код Хоргоша откривене су шкриљиве метаморфне стене и то на дубини од 2.150 м - 2.350 м а црвени пермски пешчари код Палића на дубини од 1.100 м.
Геоморфолошки гледано, Лудошко језеро се налази у пространој депресији на контакту лесних и пешчаних формација. Северно од језера лежи пешчарска област која је део Суботичко-хоргошке пешчаре, а јужно и источно простре се Бачка лесна зараван која је 5–6 m виша од Лудошког језера и благо заталасана. Трећа целина је на западу представљена прелазом лесно - пешчарске зоне.
Према истоку депресија је отворена широком и плитком удолином преко које отиче речица Киреш. Западно од Лудошке депресије постоје издужене депресије које су спојене са Палићком депресијом. У овим депресијама налазила су се два језера: Слано и Крваво.
Крваво језеро је претворено у рекреативно Омладинско језеро и изгубило је аутентичност, а Сланом језеру прети потпуно нестајање услед исушивања и претварања у депоније отпадних вода, односно депонију шута. Источну обалу одликују лесне косе и одсеци и карактеристична је сачуванија вегетација. Лудошко језеро је у северном делу лепезасто раширено и у природном стању је мочварног карактера. Раније се североисточни, плитки део повремено исушивао и имао више ритско обележје. Дно језера чини бела, непропусна глина преко које се у већем делу наталожио муљ.

## Клима
Клима овог подручја је умерено - континентална, семихумидног до семиаридног карактера. Средња годишња температура износи 10,7 °C. Разлика између средње јануарске и средње јулске температуре ваздуха је 22,9 °C и ова разлика указује на већи степен континенталности климе. Екстремно високе температуре достижу и до 40 °C, а апсолутно најниже температуре спуштају се и до -26 °C. Мразни период траје 160 дана, са првим мразевима у сезони крајем октобра и последњим почетком априла. Температурне разлике утичу и на температуру воде у језеру. У току зимских месеци вода језера може да се замрзне у периоду од три месеца, а вода у току лета се загреје и до 30 °C. Високе летње температуре воде у језеро утичу и на хидролошке особености језера.
Најчешћи ветар је северозападни затим следе североисточни, југоисточни (кошава), југозападни и северни. Највећу средњу брзину достиже западни ветар и она износи 2,7 m/s.
Просечна годишња висина падавина износи 525mm. Из године у годину ова вредност се мења, тако да понекад достиже износ од 700mm а у другим и испод 400mm.
Најповољнији период за боравак људи на овом језеру је од половине маја до половине октобра.

## Хидрографија
Северна Бачка има мало површинских вода због неповољних геолошких и климатских услова за њихово формирање. Поред Лудошког језера, овде се налазе још: Палићко језеро, Крваво језеро, Слано језеро и једини преостали водоток Киреш.
Новијим истраживањима утврђено је да се у језеру, услед упуштања отпадних вода града Суботицепреко одушног канала Палић - Лудаш, наталожио дебео слој муља. Дебљина муља је највећа у севером делу језера (и до 1m), док се према југу постепено смањује. Због специфичних хидролошких услова северни и јужни део језера имају различиту вегетацију.
Северни део је у процесу забаривања обрастао бујном вегетацијом, док су на крајњем јужном делу преовладале отворене водене површине. Ове разлике су постепено нестале услед загађивања воде. У мочварном делу језера се налази мање острво изграђено од леса, обрасло травом и погодно за станиште разних птица. Због тих особина део Лудошког језера је проглашен строгим резерватом природе.

## Земљиште
У широј околини Лудошког језера јавља се неколико врста земљишта, што је последица, пре свега, постојања више врста геолошких подлога: песка (северно од језера) и леса (источно, јужно и западно). Најраспрострањенији је чернозем. Јавља се још и смоница (смеђе земљиште).

## Биљни и животињски свет
Негдашњу лепоту обалског растиња чува ушће Киреша, где шашеви обрубљују језеро, у пролеће блиставо жута перуника, а лети шарене врбичице и конопљуше. Овде цвета заштићени велики каћунак, док је највећа вредност приобалних слатина ненаметљиви зелени морски трозубац, уписан у Црвену књигу флоре Србије.
Влажне поплављене ливаде и само језеро на пролеће су место размножавања бројних водоземаца, као што су: мали и велики мрмољак, барска жаба, обична чешљарка, зелене жабе и заштићена барска корњача. Најпознатија риба Лудашког језера била је златни караш, кога је данас скоро потпуно потиснуо са истока донесен блиски рођак сребрни караш, најпопуларнији плен међу спортским риболовцима. Овде живи око 20 врста риба од којих и заштићени чиков.
Најпознатији представници птичјег света Лудошог језера су птице мочварце, због чијег присуства је ово подручје уписано на листу мочварних подручја од међународног значаја. Међу њима издвајају се: риђа и жута чапља, букавац, барски петлован, мали барски петлић, водомар, модровољка, бела и брката сеница и шеварски цврчић који се гнезди у тршћацима језера. Најпознатији сисари су зец, срна, дивља свиња и видра.

## Културно - историјске вредности
Археолошка истраживања показују да је на обали Лудашког језера било најстарије насеље у овом крају која потичу из периода палеолита, неолита, бакарног доба, средњег века и ренесансног раздобља. Архаичне сеоске куће Лудаша, најстаријег салашарског насеља околине језера, припадају најјужнијој варијанти мађарског равничарског типа куће.

## Специјални резерват природе
Лудашко језеро је први пут заштићено законом 1955. године (део језера), а од 1994. године Уредбом Владе Републике Србије проглашено Специјалним резерватом природе (Службени гласник РС 56/94). Новом Уредбом о заштити Специјалног резервата природе Лудашко језеро („Службени гласник РС“, бр 30/06) је проширена површина која сада износи 846,33 ha. Специјални резерват природе „Лудашко језеро“ обухвата језеро и обалу уз насеља Лудаш (Шупљак), Хајдуково и Носа. Резерват обухвата поред језера и 2.002 ha заштитне зоне. Старалац заштићеног добра је јавно предузеће „Палић-Лудаш“. Барска орхидеја је наведена у Црвеној књизи флоре Србије. Околина језера је насељена још од каменог доба, археолошка налазишта постоје у близини Носе. Католичка црква и Парохија на Лудашком шору су такође вредни културни споменици. Језеро је уведено на списак Рамсарских подручја 1977. године и има међународни значај, стога припада I категорији заштите. Специјални резерват је уз саму границу и наслања се на Национални парк Кишкуншаг из Кечкемета у Мађарској. Планирано је да резерват буде део заједничког прекограничног заштићеног природног добра у сливу речице Киреш.